# كارل إي. والش
كارل إي. والش (بالإنجليزية: Carl E. Walsh)‏ هو اقتصادي أمريكي، ولد في 30 يونيو 1949.